# Yahir Othón
Yahir Othón Parra, Yahir, (11 ou 21 mars 1979, Hermosillo) est un chanteur et acteur mexicain de téléromans.

## Biographie
La mère de Yahir est passée du catholicisme romain aux Témoins de Jéhovah. Bien qu'il ait été élevé dans la foi de sa mère, il ne le pratique plus. Il dit que, malgré leurs croyances divergentes, sa mère est maintenant l'un de ses plus grands fans. 
Son premier succès est une reprise du plus grand succès de la chanteuse italienne Tiziano Ferro au Mexique, "Alucinado", tiré de son premier album "Yahir" en 2003. Son prochain album "Otra Historia De Amor" en 2004 a produit le succès "La Locura ". En 2005, Yahir a décidé de faire un album hommage au chanteur brésilien Roberto Carlos.avec tout l'album étant des reprises des hits de Carlos. Cet album s'intitulait "No Te Apartes De Mi" (2005) et avait un single à succès dans la chanson-titre. En 2006, Yahir a enregistré son quatrième album "Con El Alma Entre Las Manos ...", qui a produit deux tubes: "Maldito Amor" et "El Amor". Cela a été suivi par le plus grand album "Recuerdos" en 2007, par le nouvel album studio "Elemental" en 2009 et par un album hommage "Sexto" en 2012.
Yahir est également un acteur de télévision pour la télévision Azteca , après avoir joué dans deux telenovelas . Les débuts de Yahir dans le monde de la telenovela se faisaient par "Enamórate" (2003) face à Martha Higareda dans laquelle il jouait "Yahir Jimenez", fils d'un important homme d'affaires. Après "Enamórate", il a débuté dans "Soñarás" ("Tu rêveras") en jouant "Rey", un jeune musicien charismatique qui est serveur au bar où il joue après son quart de travail. Sa co-star était Vanessa Acosta. Il était également le protagoniste de "Bellezas Indomables"
En 2019, il était l'un des entraîneurs de la première saison du spectacle de compétition de chant mexicain, La Voz sur TV Azteca, après avoir été racheté de Televisa après 7 saisons.

## Discographie
Il a été l'un des participants de La Academia en 2002. Il a trois albums:
- Yahir (2002
- Historia de amor (2004)
- No te apartes de mí (2005)
- Con el alma entre las manos (2006)